# Dievesherweg
Dievesherweg ist eine kleine Ortschaft von Wipperfürth im Oberbergischen Kreis im südlichen Nordrhein-Westfalen (Deutschland) innerhalb des Regierungsbezirks Köln.

## Lage und Beschreibung
Dievesherweg liegt im östlichen Stadtgebiet von Wipperfürth auf einem bis zu 380 m hohen Bergrücken zwischen Wipper- und Hönnigetal. Die Siedlung liegt an einer Verbindungsstraße, die die Ortschaften Niederwipper und Wasserfuhr verbindet. Der Ort besteht vorwiegend aus Einfamilienhäusern sowie einigen Bauernhöfen. Nachbarorte sind Niederwipper, Neuenhaus, Biesenbach und Wasserfuhr.
Politisch wird der Ort durch den Direktkandidaten des Wahlbezirks 12.2 (122) Niederwipper im Rat der Stadt Wipperfürth vertreten.

## Geschichte
1443 wurde der Ort erstmals urkundlich erwähnt. Herweghe wird in Listen über die Einkünfte und Rechte des Kölner Apostelstiftes genannt. Die Karte Topographia Ducatus Montani aus dem Jahre 1715 zeigt nordöstlich von Niederwipper den Hof Herweg. In der Karte Preußische Uraufnahme von 1840 bis 1844 wird erstmals die Bezeichnung Dieves Herwege verwendet.
Durch Dievesherweg verlief eine mittelalterliche Altstraße, auch als Heerweg bezeichnet (daher der Ortsname), von Köln über die Wipperfürther Furt bei Leiersmühle und Halver zum Hellweg bei Dortmund.
Bei Haus Divesherweg 1 steht ein altes Wegekreuz aus dem Jahr 1801, das ein gelistetes Baudenkmal der Stadt Wipperfürth ist. Im Mittelteil ist der heil. Paulus als Relief zu sehen.

## Busverbindungen
Im Ort befindet sich eine an Schultagen zwei- bis dreimal täglich von einem Schulbus angefahrene Haltestelle. Die Anbindung an den öffentlichen Personennahverkehr besteht über die im Nachbarort Niederwipper gelegene Bushaltestelle der Linie 336 (VRS/OVAG).

## Wanderwege
Der vom SGV ausgeschilderte Rundwanderwege A2 und ein Zugangsweg zum Weg Rund um Wipperfürth vom Wipperfürther Busbahnhof bis nach Wasserfuhr führen am nördlichen Ortsrand vorbei.

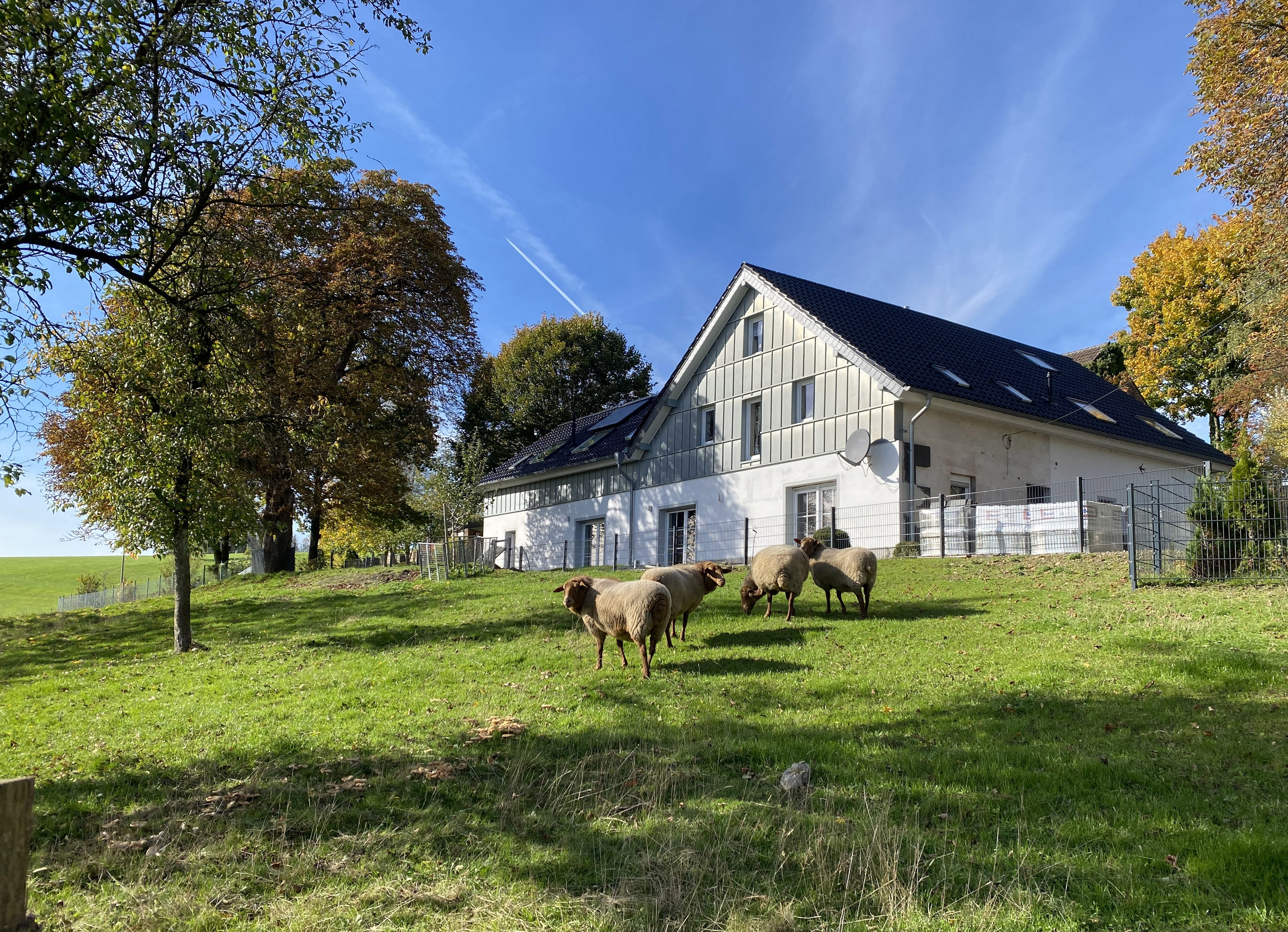
Tierhaltung in Divesherweg
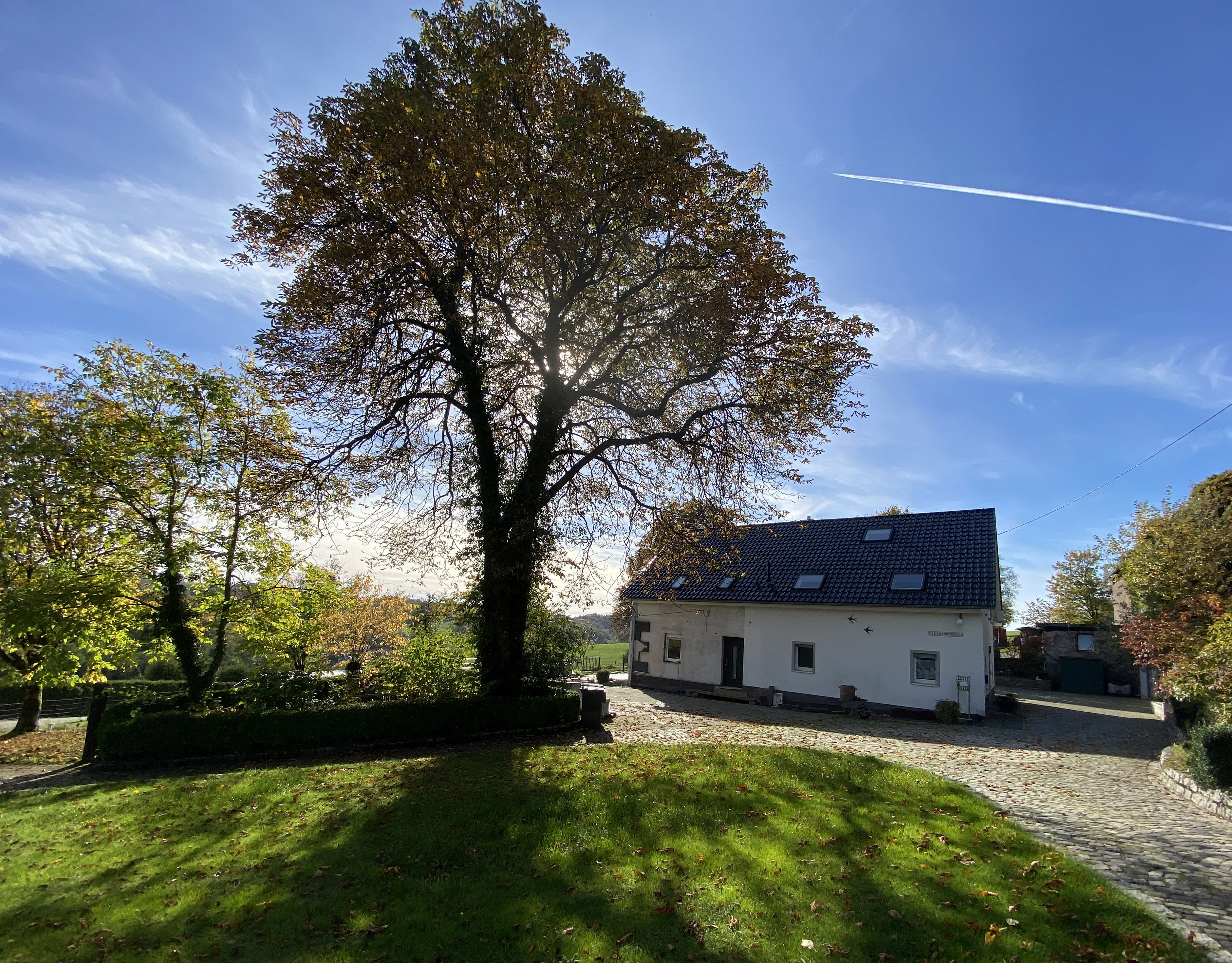
Hof in Dievesherweg
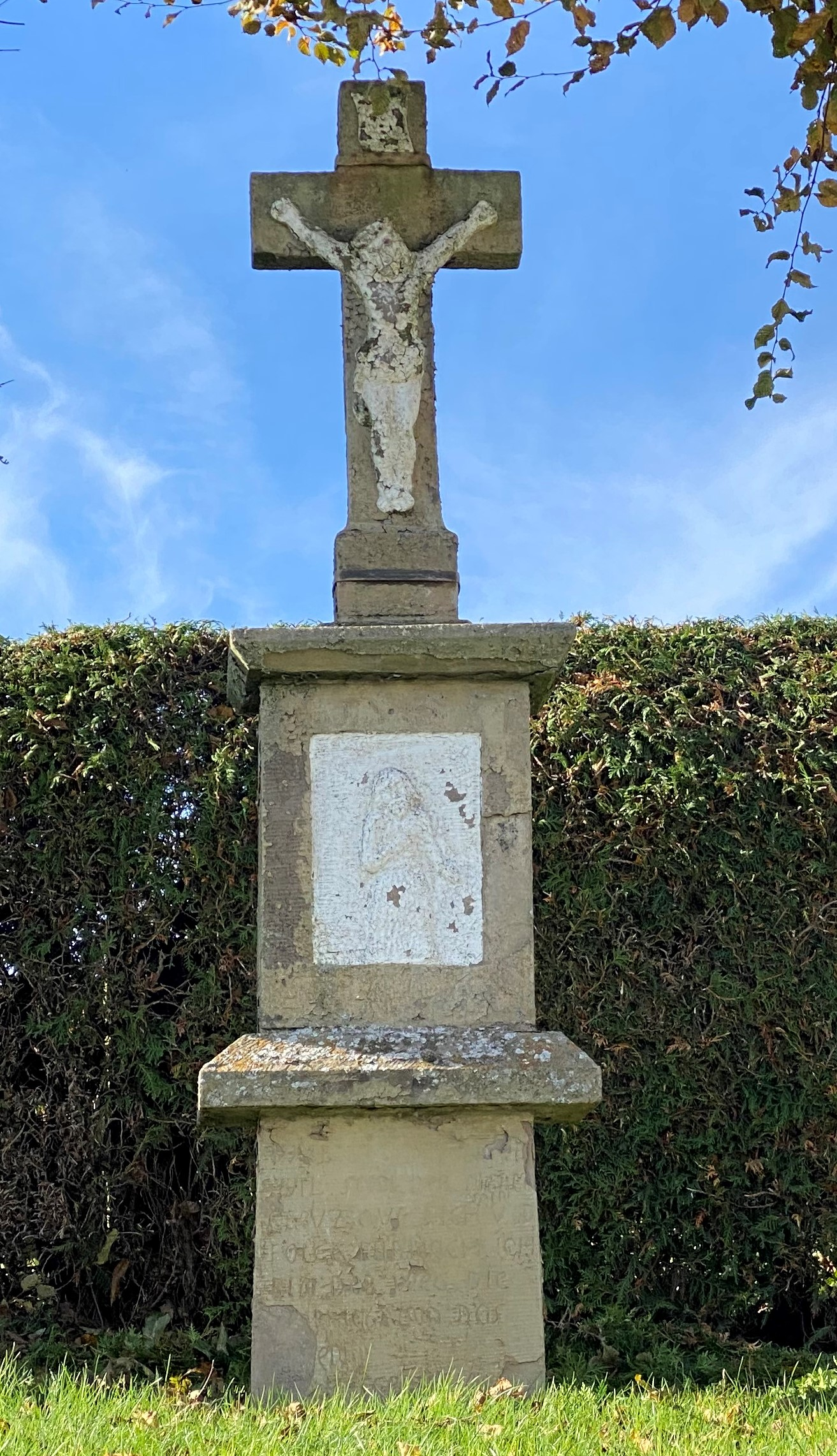
Wegekreuz (1801) bei Divesherweg 1